# Minority Report (Fernsehserie)
Minority Report (englisch für ‚Bericht der Minderheit‘) ist eine US-amerikanische Fernsehserie, welche am 21. September 2015 ihre Premiere beim Sender FOX feierte. Die Serie ist die Fortsetzung des Spielfilms Minority Report und besteht aus 10 Folgen in einer Staffel, da der ausstrahlende Sender, aufgrund schwacher Quoten, die eigentliche Order von 13 Folgen kürzte und am 13. Mai 2016 die endgültige Einstellung der Serie bekannt gab.
In Deutschland wurde die Serie ab dem 12. September 2016 beim Free-TV-Sender ProSieben Maxx ausgestrahlt.

## Inhalt
Die Serie setzt 11 Jahre nach Ende der Filmhandlung ein und handelt von Dash, einem „Precog“, der Verbrechen voraussagen kann. Da das Programm, in welchem er arbeiten musste, eingestellt wurde, assistiert er nun Detective Lara Vega und nutzt seine Fähigkeiten erneut, um mit ihr Verbrechen aufzuklären. Es gelingt so einige Morde und ein Attentat zu verhindern. Zeitweise arbeitet Dash auch mit seinem Zwillingsbruder Arthur und ihrer Pflegeschwester Agatha zusammen, die ebenfalls die Fähigkeiten eines „Precog“ besitzen.

## Folgen
| Nr. (ges.) | Nr. (St.) | Deutscher Titel         | Originaltitel       | Erstausstrahlung USA | Deutschsprachige Erstausstrahlung (D) | Regie              | Drehbuch                         |
| ---------- | --------- | ----------------------- | ------------------- | -------------------- | ------------------------------------- | ------------------ | -------------------------------- |
| 1          | 1         | Pilotfilm               | Pilot               | 16. Sept. 2015       | 12. Sept. 2016                        | Mark Mylod         | Max Borenstein                   |
| 2          | 2         | Nette Jungs             | Mr. Nice Guy        | 18. Sept. 2015       | 19. Sept. 2016                        | Greg Beeman        | Max Borenstein                   |
| 3          | 3         | Hawk-Eye                | Hawk-Eye            | 5. Okt. 2015         | 26. Sept. 2016                        | Allan Arkush       | Kevin Falls                      |
| 4          | 4         | Fredi                   | Fredi               | 12. Okt. 2015        | 10. Okt. 2016                         | Olatunde Osunsanmi | Anna Fricke                      |
| 5          | 5         | Geburtstag              | The Present         | 19. Okt. 2015        | 17. Okt. 2016                         | David Straiton     | Shalisha Francis                 |
| 6          | 6         | Die Insel               | Fiddler’s Neck      | 26. Okt. 2015        | 24. Okt. 2016                         | Nick Hurran        | Matt McGuinness                  |
| 7          | 7         | Rote Diamanten          | Honor Among Thieves | 2. Nov. 2015         | 7. Nov. 2016                          | Sarah Pia Anderson | Sean Hennen                      |
| 8          | 8         | Der amerikanische Traum | The American Dream  | 16. Nov. 2015        | 14. Nov. 2016                         | Adam Kane          | Lana Cho                         |
| 9          | 9         | Memento Mori            | Memento Mori        | 23. Nov. 2015        | 21. Nov. 2016                         | Olatunde Osunsanmi | Max Borenstein & Greg Borenstein |
| 10         | 10        | Alles rennt             | Everybody Runs      | 30. Nov. 2015        | 28. Nov. 2016                         | Greg Beeman        | Max Borenstein & Kevin Falls     |

## Rezeption
moviepilot.de wertete: „Den Film muss man für die Serie nicht kennen. Seine Handlung wird eh ignoriert. Qualitätsmäßig ist die TV-Adaption sehr weit entfernt von der Filmvorlage. Denn bezüglich inhaltlicher Tiefe, Drama und Fragen der Moral macht sich die Serienadaption wenig bis keine Gedanken. Und gerade bei der Romanvorlage von Kult-Autor Philip K. Dick ist das mega-enttäuschend. Hier strickt man sich eine Art Buddy-Cop Konstrukt, welches in das Minority Report Universum passt, um dann der Figur mit ihren visionären Möglichkeiten ein möglichst „normales“ Leben zu geben.“
Die TV-Wunschliste beurteilte die ersten beiden Folgen und schrieb: „Ob es sinnvoll ist, aus Kinofilmen Serien zu machen,“ entscheidet sich am entsprechenden Werk. „Leider aber will Borenstein – so scheint's in den ersten Episoden – bloß eine weitere Krimiserie mit ungleichem Ermittlerduo erzählen.“
Die Serie wurde für insgesamt sechs Filmpreise nominiert, unter anderem dem Primetime Emmy Awards. 2015 erhielt er den Critics Choice Television Awards als Vielversprechendste neue Serie.

## Besetzung und Synchronisation
Die deutsche Synchronisation der Serie entsteht bei der Interopa Film GmbH, Berlin nach Dialogbüchern von Thomas Maria Lehmann und unter der Dialogregie von Michael Bartel.
| Figur                        | Darsteller            | Deutscher Sprecher | Beschreibung                                                           |
| ---------------------------- | --------------------- | ------------------ | ---------------------------------------------------------------------- |
| Dashiell „Dash“ Parker       | Stark Sands           | Ozan Ünal          | Precog, Zwillingsbruder von Arthur Watson,                             |
| Det. Lara Vega               | Meagan Good           | Yvonne Greitzke    | Detektivin der Metropolitan Police Department des District of Columbia |
| Arthur Watson                | Nick Zano             | Sven Gerhardt      | Zwillingsbruder von Dash, Finanzmanager, Precog                        |
| Norbert „Wally“ Wallace      | Daniel London         |                    | Hauptpfleger der Precogs                                               |
| Agatha Lively                | Laura Regan           | Manja Doering      | ältere Schwester von Arthur und Dash                                   |
| Akeela                       | Li Jun Li             | Melanie Isakowitz  | Kriminaltechnikerin                                                    |
| Lt. Will Blake               | Wilmer Valderrama     | Nico Mamone        | Vegas Vorgesetzter, ehrgeiziger Polizeileutnant                        |
| Andromeda                    | Jennifer Cheon Garcia |                    | Arthurs Geschäftspartnerin und Leibwächterin                           |
| Henry Blomfeld (Ep. 5, 7–10) | Reed Diamond          |                    |                                                                        |
| Dr. Lionel Gray (Ep. 8–10)   | Christopher Heyerdahl |                    |                                                                        |